# باشگاه فوتبال نیویورک سیتی
باشگاه فوتبال نیویورک سیتی (به انگلیسی: New York City FC) یک باشگاه فوتبال در شهر نیویورک، آمریکا است.
این باشگاه در تاریخ ۲۱ مه ۲۰۱۳ میلادی تأسیس شده‌است و توانسته‌است بازیکنان مطرحی همچون فرانک لمپارد،  داوید ویا و آندره آ پیرلو را در سال ۲۰۱۴ جذب کند.